# 当皮埃尔 (奥布省)
当皮埃尔（法語：Dampierre，法語發音：[dɑ̃pjɛʁ] ⓘ）是法国奥布省的一个市镇，属于特鲁瓦区。

## 地理
当皮埃尔（48°33'3"N, 4°22'4"E）面积29.36 平方千米，位于法国大東部大區奥布省，该省份为法国中北部省份，北起马恩省，西接塞纳-马恩省，西南至约讷省，东南至科多尔省，东临上马恩省。
与当皮埃尔接壤的市镇（或旧市镇、城区）包括：巴利尼库尔、多讷芒、伊勒欧比尼、雅塞讷、吕特尔、沃科涅、布雷邦、圣旺-栋普罗。

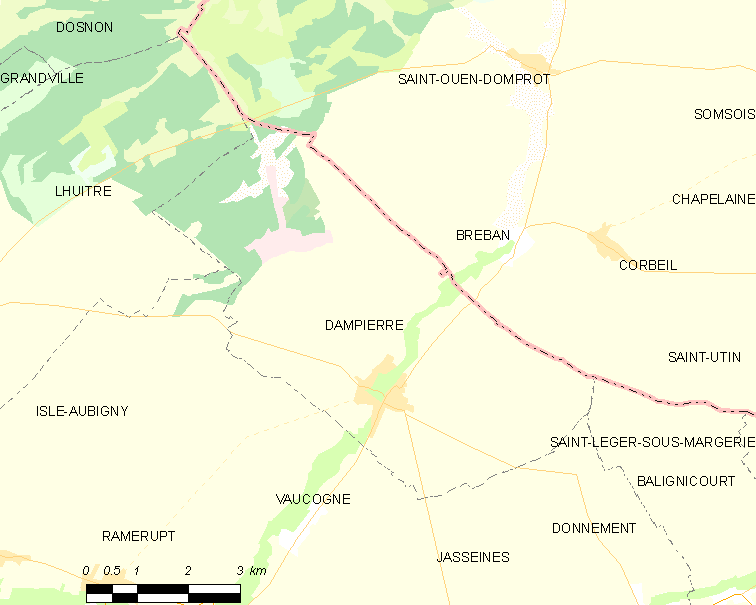
的OSM定位图

当皮埃尔的时区为UTC+01:00、UTC+02:00（夏令时）。

## 行政
当皮埃尔的邮政编码为10240，INSEE市镇编码为10121。

## 政治
当皮埃尔所属的省级选区为奥布河畔阿尔西县。

## 人口

1962-2008年间人口变化图示

当皮埃尔于2022年1月1日时的人口数量为343人。